# Weinstadt
Weinstadt – miasto w Niemczech, w kraju związkowym Badenia-Wirtembergia, w rejencji Stuttgart, w regionie Stuttgart, w powiecie Rems-Murr. Leży nad rzeką Rems, ok. 5 km na wschód od Waiblingen, przy drodze krajowej B29 i linii kolejowej Stuttgart–Aalen.
Weinstadt uzyskało prawa miejskie w 1975 podczas połączenia się miejscowości Beutelsbach, Endersbach, Großheppach, Schnait i Strümpfelbach, które stały się automatycznie jego dzielnicami. Jest ważnym ośrodkiem uprawy winorośli.

## Współpraca
Miejscowości partnerskie:
- Abrantes, Portugalia
- Arnedo, Hiszpania
- Casale Monferrato, Włochy
- Międzychód, Polska
- Parthenay, Francja
- Tipperary, Irlandia

## Galeria

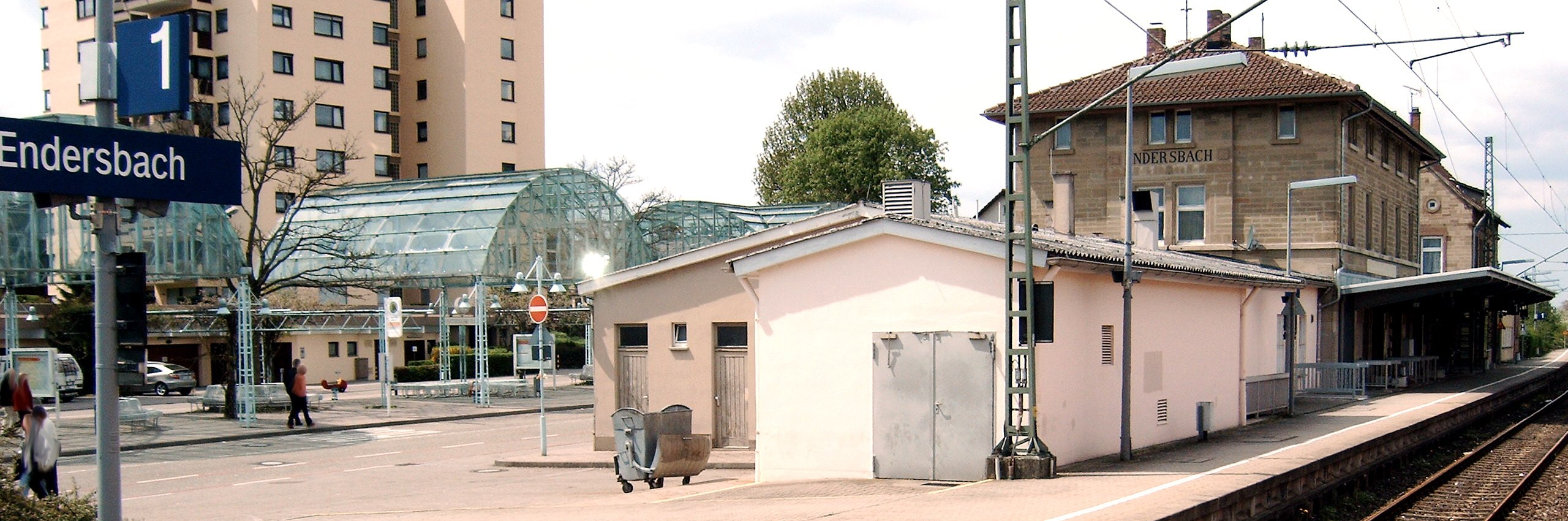
Dworzec kolejowy i autobusowy
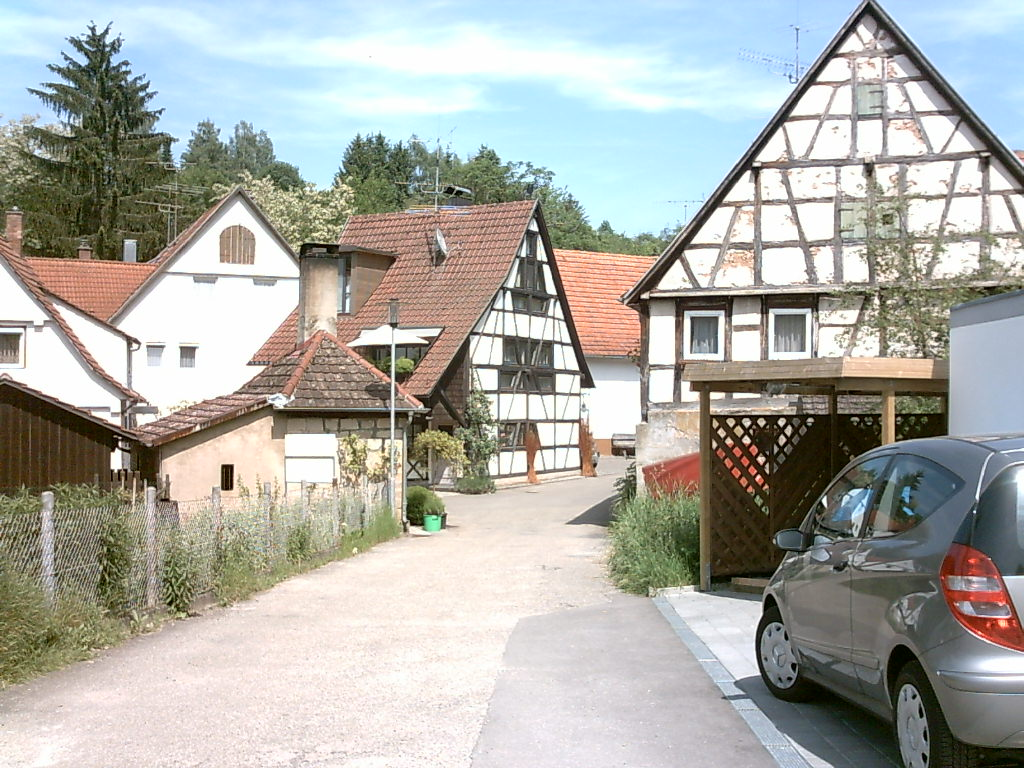
Dzielnica Baach
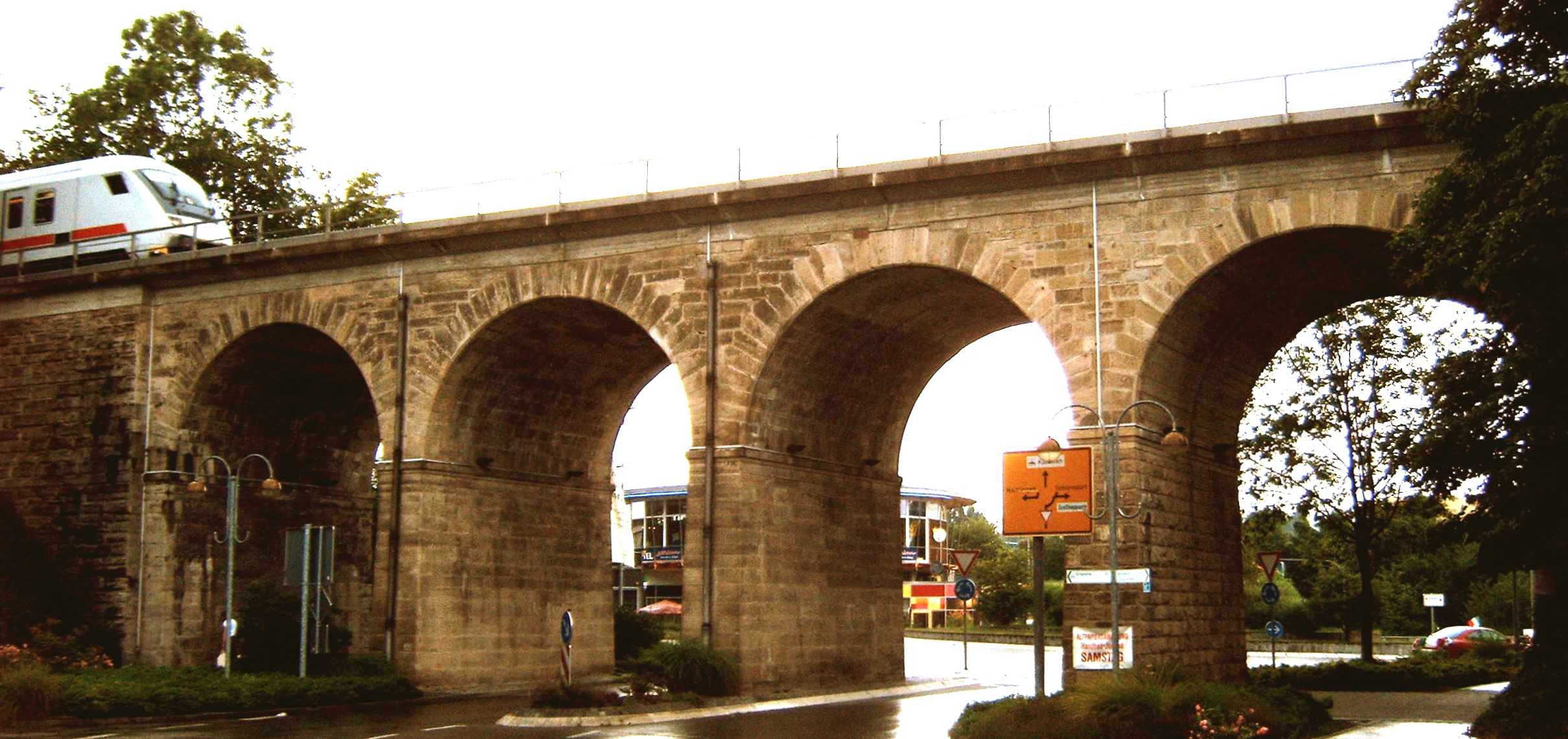
Wiadukt kolejowy